# Microhypnus
Microhypnus là một chi bọ cánh cứng trong họ 
Elateridae.
Chi này được miêu tả khoa học năm 1976 bởi Kishii.

## Các loài
Các loài trong chi này gồm:
- Microhypnus agilis (Lewis, 1894)
- Microhypnus striatulus (LeConte, 1853)